# Boj o ostrov
Boj o ostrov (1930, Swallows and Amazons) je román anglického spisovatele Arthura Ransoma. Kniha, jejíž doslovně přeložený název zní Vlaštovky a Amazonky, je prvním dílem autorova románového cyklu o prázdninových dobrodružstvích dvou dětských sourozeneckých skupin, které se nazývají Vlaštovky (John, Zuzana, Titty a Roger Walkerovi) a Amazonky (Nancy a Peggy Blackettovy).
Obsahem knihy bývalého britského námořního důstojníka je příběh, ve kterém se prázdninová hra u jednoho z jezer v tzv. Jezerní oblasti (Lake District) v severozápadní Anglii (jezero v knize je složeno ze skutečných reálií kolem jezer Windermere a Coniston) změní s přispěním dětské fantazie (a za porozumění rodičů) na boj o malý ostrov Divokých koček, který leží uprostřed jezera. Mezi dětmi se tak zrodí přátelství na mnoho let. Ransome ve své knize dále vypráví o životě ve stanovém táboře, o boji s pirátem kapitánem Flintem (strýc Amazonek Jim neboli James Turner), o plachtění na jezeře a o celé řadě dalších příhod, které spolu Vlaštovky a Amazonky zažívají.

## Česká vydání a adaptace
- Boj o ostrov, Josef Hokr, Praha 1934, přeložil B. Štěpánek, znovu 1947.
- Boj o ostrov, SNDK, Praha 1959, přeložila Zora Wolfová, znovu Albatros, Praha 1971, 1982, 1998 a 2024 a Toužimský a Moravec, Praha 2004, 2011 a 2016.
- Boj o ostrov, rozhlasová dramatizace Českého rozhlasu Praha, 2. pol. 90. let 20. stol., přepis Jiří Hromádko, vypravěč Alfred Strejček, Dismanův rozhlasový dětský soubor.